# Tiin (chaîne de télévision)
 (décembre 2016).
Si vous disposez d'ouvrages ou d'articles de référence ou si vous connaissez des sites web de qualité traitant du thème abordé ici, merci de compléter l'article en donnant les références utiles à sa vérifiabilité et en les liant à la section « Notes et références ».
Tiin est une chaîne de télévision par câble appartenant à Televisa. Il est disponible au Mexique et en Amérique latine. Cette chaîne se concentre sur les séries pour enfants et adolescents, les telenovelas et les films.

## Histoire
Tiin est lancée le 5 septembre 2011. Le canal diffuse des séries et des telenovelas pour enfants et adolescents. En 2014, des émissions plus animées ont commencé à être diffusées sur le canal.
La chaîne est arrêtée le 14 juillet 2019 et remplacée par BitMe.